# Čankišou
Čankišou je česká hudební skupina hrající fúzi world music a rocku. Vznikla v roce 1999 v Brně. Její eklektický styl v sobě mísí vlivy několika etnik (především arabského, afrického, indického a balkánského) a rockové základy jednotlivých muzikantů. Tvorba kapely se opírá o fiktivní legendu o dávném jednonohém lidu Čanki, jehož jazykem jsou skladby skupiny zpívány. Čankišou pravidelně vystupují po celém světě, hráli například i na Borneu či v Kuala Lumpur.

## Obsazení

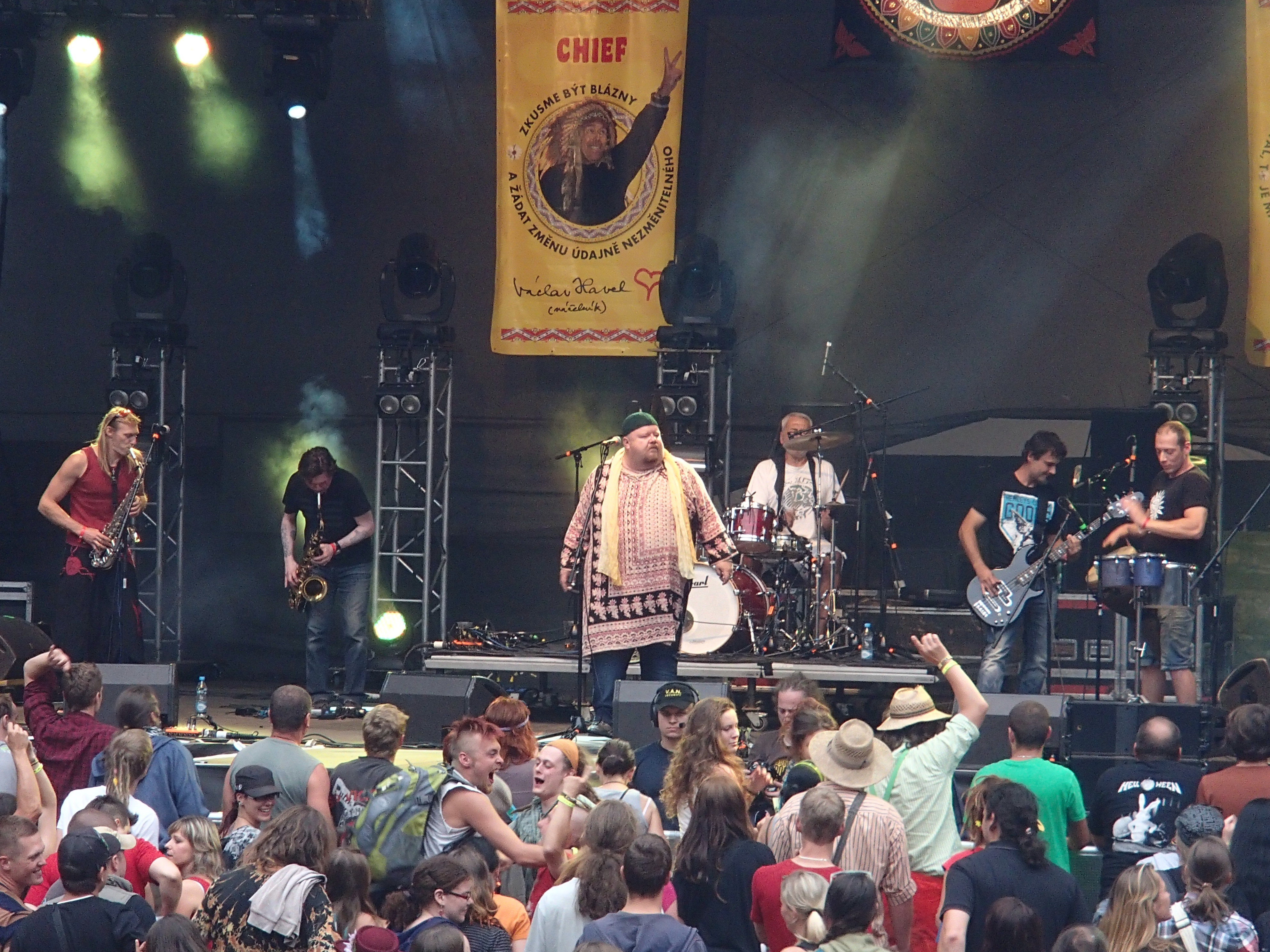
Čankišou na Trutnovském festivalu

- Karel Heřman – zpěv, trumpetka, saz
- Zdeněk Kluka – zpěv, bicí, perkuse, balafon, blasakoredeon, tahací harmonika
- David Synák – didjeridoo, flétny, altsax, sopránsax, barytonsax, jinagovi, perkuse, xylofon, sbor
- Martin Krajíček – mandolína, kytary, tenorukulele, sbor
- Jiří Suchý nebo Jan Kluka – djembe, perkuse, bicí, tarabuka, yarin, tybály, sbor
- René Senko – tenorsax, sopránukulele, perkuse, sbor
- Roman Mrázek – baskytara, sbor

## Diskografie
- Hudba lidu Čanki (2000)
- Densé Ju (2002)
- Gamagaj (2004)
- Ukopnutý palec (2007, soundtrack ke knize Ukopnutý palec aneb Příběhy lidu Čanki)
- Best of 1372–2007 (2007, kompilace)
- Lé La (2008)
- Faÿt (2011)
- Jak na příšery (2013) – s divadlem MALÉhRY
- Supay (2015)

S písní „Ja pr pr“ je skupina také zastoupena na sampleru Bongo BonBoniéra (2010, Indies Scope), skladba „Místní blázen“ je na kompilačním albu Ztracený ve světě: A Tribute to Oldřich Janota (2010, Indies Scope).

## Videoklipy
- „Sham Sut“ – režie Pavel Jandourek
- „Anay Yo“ – režie David Synák (2005)
- „Zuha“ – režie René Senko (2008)
- „Borrega“ – režie Lenka Zemanová (2009)